# Seven de Londres 2013
El Seven de Londres 2013 fue la novena etapa de la Serie Mundial de Seven de la IRB 2012-13. Se celebró el 11 y 12 de mayo en el Twickenham Stadium en Londres, Reino Unido. 16 equipos tomaron parte, entre ellos, los 15 "core teams" un equipo designado por la IRB para este torneo.

## Formato
Los equipos son distribuidos en cuatro grupos de cuatro equipos cada uno. Cada equipo juega una vez contra cada equipo de su grupo. Los dos mejores equipos de cada grupo avanzan al cuadro Cup/Plate. Mientras que los dos últimos equipos de cada grupo van al cuadro Bowl/Shield.

## Fase de grupos

### Grupo A
| Equipo         | Encuentros | Encuentros | Encuentros | Encuentros | Tantos  | Tantos    | Tantos     | Puntos |
| Equipo         | jugados    | ganados    | empatados  | perdidos   | a favor | en contra | diferencia | Puntos |
| -------------- | ---------- | ---------- | ---------- | ---------- | ------- | --------- | ---------- | ------ |
| Australia      | 3          | 2          | 0          | 1          | 54      | 32        | +22        | 7      |
| Estados Unidos | 3          | 2          | 0          | 1          | 53      | 48        | +5         | 7      |
| Sudáfrica      | 3          | 2          | 0          | 1          | 34      | 33        | +1         | 7      |
| Francia        | 3          | 0          | 0          | 3          | 43      | 71        | −28        | 3      |

Nota: Se otorgan 3 puntos al equipo que gane un partido, 2 al que empate y 1 al que pierda

### Grupo B
| Equipo        | Encuentros | Encuentros | Encuentros | Encuentros | Tantos  | Tantos    | Tantos     | Puntos |
| Equipo        | jugados    | ganados    | empatados  | perdidos   | a favor | en contra | diferencia | Puntos |
| ------------- | ---------- | ---------- | ---------- | ---------- | ------- | --------- | ---------- | ------ |
| Nueva Zelanda | 3          | 3          | 0          | 0          | 100     | 29        | +71        | 9      |
| Kenia         | 3          | 2          | 0          | 1          | 86      | 62        | +24        | 7      |
| Gales         | 3          | 1          | 0          | 2          | 41      | 90        | −49        | 5      |
| Canadá        | 3          | 0          | 0          | 3          | 33      | 79        | −46        | 3      |

### Grupo C
| Equipo     | Encuentros | Encuentros | Encuentros | Encuentros | Tantos  | Tantos    | Tantos     | Puntos |
| Equipo     | jugados    | ganados    | empatados  | perdidos   | a favor | en contra | diferencia | Puntos |
| ---------- | ---------- | ---------- | ---------- | ---------- | ------- | --------- | ---------- | ------ |
| Inglaterra | 3          | 2          | 0          | 1          | 78      | 33        | +45        | 7      |
| Fiyi       | 3          | 2          | 0          | 1          | 57      | 34        | +23        | 7      |
| Argentina  | 3          | 2          | 0          | 1          | 36      | 48        | −14        | 7      |
| Samoa      | 3          | 0          | 0          | 3          | 21      | 77        | −56        | 3      |

## Fase final

### Cuartos de final
| 12 de mayo | Nueva Zelanda | 52 - 7 | Argentina |  |  |

| 12 de mayo | Kenia | 20 - 7 | Fiyi |  |  |

| 12 de mayo | Australia | 24 - 19 | Estados Unidos |  |  |

| 12 de mayo | Inglaterra | 19 - 14 | Sudáfrica |  |  |

### Semifinal
| 12 de mayo | Nueva Zelanda | 7 - 0 | Kenia |  |  |

| 12 de mayo | Australia | 14 - 7 | Inglaterra |  |  |

### Final
| 12 de mayo | Nueva Zelanda | 47 - 12 | Australia |  |  |

| Bandera de Nueva Zelanda |
| Campeón Nueva Zelanda    |
| 2º título del circuito   |

## Clasificatorio Serie Mundial 2013-14

### Grupo A
| Equipo    | Encuentros | Encuentros | Encuentros | Encuentros | Tantos  | Tantos    | Tantos     | Puntos |
| Equipo    | jugados    | ganados    | empatados  | perdidos   | a favor | en contra | diferencia | Puntos |
| --------- | ---------- | ---------- | ---------- | ---------- | ------- | --------- | ---------- | ------ |
| Escocia   | 3          | 2          | 0          | 1          | 69      | 34        | +35        | 7      |
| Zimbabue  | 3          | 2          | 0          | 1          | 45      | 42        | +3         | 7      |
| Hong Kong | 3          | 2          | 0          | 1          | 44      | 43        | +1         | 7      |
| Georgia   | 3          | 0          | 0          | 3          | 26      | 65        | −39        | 3      |

### Grupo B
| Equipo   | Encuentros | Encuentros | Encuentros | Encuentros | Tantos  | Tantos    | Tantos     | Puntos |
| Equipo   | jugados    | ganados    | empatados  | perdidos   | a favor | en contra | diferencia | Puntos |
| -------- | ---------- | ---------- | ---------- | ---------- | ------- | --------- | ---------- | ------ |
| Portugal | 3          | 3          | 0          | 0          | 45      | 22        | +23        | 9      |
| España   | 3          | 1          | 0          | 2          | 41      | 40        | +1         | 5      |
| Rusia    | 3          | 1          | 0          | 2          | 43      | 52        | −9         | 5      |
| Tonga    | 3          | 1          | 0          | 2          | 33      | 48        | −15        | 5      |

### Cuartos de final
| 12 de mayo | Portugal | 17 - 5 | Georgia |  |  |

| 12 de mayo | España | 29 - 14 | Hong Kong |  |  |

| 12 de mayo | Zimbabue | 7 - 26 | Rusia |  |  |

| 12 de mayo | Escocia | 31 - 0 | Tonga |  |  |

### Semifinal
| 12 de mayo | Portugal | 5 - 10 | España |  |  |

| 12 de mayo | Rusia | 0 - 19 | Escocia |  |  |

### Final Tercer Puesto
| 12 de mayo | Portugal | 10 - 5 | Rusia |  |  |

- Escocia,  España y  Portugal disputarán la Serie Mundial de Rugby 7 2013-14.